# 東伯恩茅斯 (英國國會選區)
東伯恩茅斯（英語：Bournemouth East），英國國會一自治市選區，包括英格蘭東南部多塞特郡東南部，包括伯恩茅斯區東部十個地方選區。
本區自1974年創設以來一直支持保守黨。2010年大選，自2005年起任議員的托拜亞斯·艾伍德以48.4%選票成功連任。